# 十河城
十河城（そごうじょう）は、讃岐国山田郡蘇甲郷にあった日本の城（平城）。現在の城跡は称念寺という十河氏ゆかりの寺となっており、称念寺一帯が本丸と考えられている。市指定史跡。

## 概要
十河城は高松市の南部に位置し、春日川上流より南側にいくつもの丘陵があり、十河城もその丘陵上に築城された。大正初期の整地で、城の遺構の大半が失われてしまったため、現在は門扉のみをとどめている。
なお、城門前立札よると「南北朝時代から桃山時代まで約230年間十河氏の居城だった。西に池、東は断崖、南に大手があった。十河氏は景行天皇の末流で山田郡を領した。三好長慶の弟一存が養子に入り鬼十河と恐れられ、讃岐一円を制した。その養子存保が、長宗我部軍3万5千とこの城で戦った。のち秀吉から2万石に封ぜられたが、九州で戦死し廃城となった。寺があるのは本丸跡である。」とある。

## 沿革
代々の城主であった十河氏とは、讃岐国山田郡を支配していた植田氏の支族である。1362年（南朝：正平17年、北朝：貞治元年）に細川清氏の陣に最初に馳せ参じたのが十河吉保で、この時の様子を「清氏の曰く、十河は庶子なれども惣領の挙動也とて、十河を以て惣領す」（『南海通記』）とあり、十河吉保がこの地の惣領となった。これにより南北朝時代に十河氏によって築かれたと考えられている。以後8代目の十河景滋には子供がおらず、三好元長の子で三好長慶の末弟の十河一存を養子に迎え入れる。一存は「讃岐守鬼十河」といわれた武将であったが、この時はまだ幼少であったため三好存保を迎え入れ十河城の城主となった。
しかし、1561年（永禄4年）に一存が急死（前年の有馬温泉での落馬が原因といわれる）、1562年（永禄5年）には三好実休が久米田の戦いで討死、その翌年には長慶の嫡男の三好義興が病死してしまう。有力な一族が次々に死亡する不幸に見舞われた長慶は実弟である安宅冬康を無実の罪で誅殺するなどした後、間もなく死去した。長慶の死後、三好政権の実権は松永久秀と三好三人衆が握るが、永禄の変や家中分裂によって畿内が混乱に陥る中で東からは織田信長が足利義昭を奉じて上洛、西からは長宗我部元親が阿波へ侵攻し三好氏は弱体化していった。

### 第一次十河城の戦い
この戦いの経緯については、長宗我部の四国平定も参照。

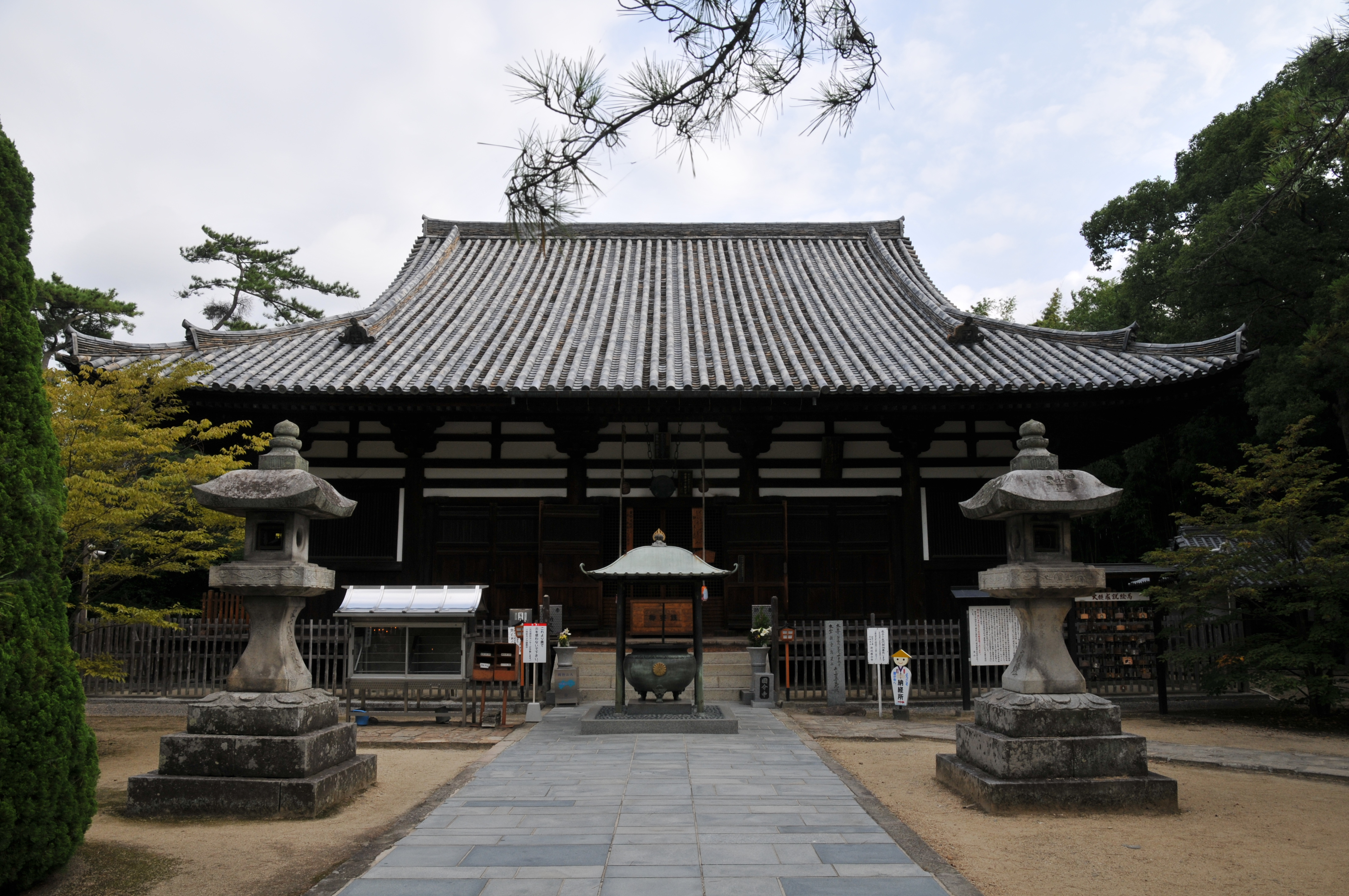
国分寺の本堂

長宗我部元親、香川親和連合軍が讃岐国に侵攻してきた。天正10年（1582年）8月6日、香西佳清が籠城する藤尾城を攻撃したが香川之景の仲介のもと、親和軍に降伏した。佳清隊1千兵を味方に加えた親和軍は、同月11日に讃岐国分寺を1万1千兵で出軍、十河城を取り囲んだ。当時存保は勝瑞城におり、十河存之が城代として城を守っていたが1万の軍との報が入ると長期戦を考え城兵を1千兵まで絞り込み、兵糧三ヶ月分を積んで籠城戦の準備を整えた。
親和軍は平木周辺に着陣し十河城周辺の麦薙、苗代返しを行った。この時の様子を「敵兵万余人、山田郡ニ入テ秋毛ヲ刈リ菽栗ヲヒキ抜テハ馬ノ食ヲ足シム程幾日モナク野ヲ清ミ、凡民ノ寄ルベキ便モナク、四方ニ惑ヒ行クコト疎マキコト也」（『南海通記』）とあり、領民が難民となって故郷に逃亡するものも多かったと記している。
一方の守将の三好隼人佐は武力の強い強盗を仕立て、各地を歩き回らせ、夜討ちをして人を殺し、財産を奪い取らせた。そのため人々は十河を憎むようになった。(南海治乱記)
敵でもない者を殺し、義理も人情もないのは言語道断のことであったと南海治乱記で書かれている。
(南海治乱記210頁)
その後親和軍は十河城の四方を囲み、攻城のために作道をしたが城中には多数の鉄砲があり、四方の櫓から撃ち作道は中止となった。長宗我部軍は十河城との間合いを2町まで詰め、大筒を2挺用意し十河城の櫓を打ち崩し、籠城戦も難しくなってきた。しかしこの時前田城の城主前田宗清が夜討ちをかけ十河城を援護した。「忍者戦術に出て敵をなやませた」とされ、夜討ちや抜け穴、長宗我部元親軍の陣地に忍び込み食料を奪い取ることもあり、遠地で兵站もままならず長陣になると長宗我部軍も疲弊し始めた。しかし、ここにいう夜討ちとは前述の通り、敵でもない者を殺し奪い取るというやり方で真部氏の城を攻めるに当たってはその屋敷や親族の女子供に至るまでの家族を皆殺しにしている。また、笠居郷の佐藤氏の城にも忍び入って親子3人を打ち殺しあらゆる物を盗み去った。
そのほか農民の土居構えの屋敷を押し破ったり、京都から田舎へ下って住んでいた公家や富裕な者の家へ乱入して、情け容赦もなく人を殺し、品物を奪っていた。それはとても言葉では表現できないほどである。(南海治乱記)
このような伝承は地元の香川県ではなされず長宗我部のみを悪として語り、前田は英雄とされている。

一方勝瑞城では同時期中富川の戦いとなったが敗れ、存保は同年9月21日の夜半、勝瑞城から虎丸城に逃走していった。存保は虎丸城に入ると｢土州の凶徒漸々に募り、四国を合呑せんとす。我いまだ旧領を失はずして相保てり。不日に征伐を加へらるべし。若し事延引せば天下の禍いをなすべし｣(『南海通記』)とし羽柴秀吉に援軍を要請した。これに応えた秀吉は淡路国洲本城の城主仙石秀久に救援を命じた。

その間十河城では、長宗我部軍は岩倉から山越えし香川親和軍と合流し総勢3万6千兵となり、再び攻城戦となったが落城させる事は出来なかった。そして冬となり、監視の部隊を置いて長宗我部軍は一旦土佐国に撤兵し、第一次十河城の戦いは終了する。

### 第二次十河城の戦い

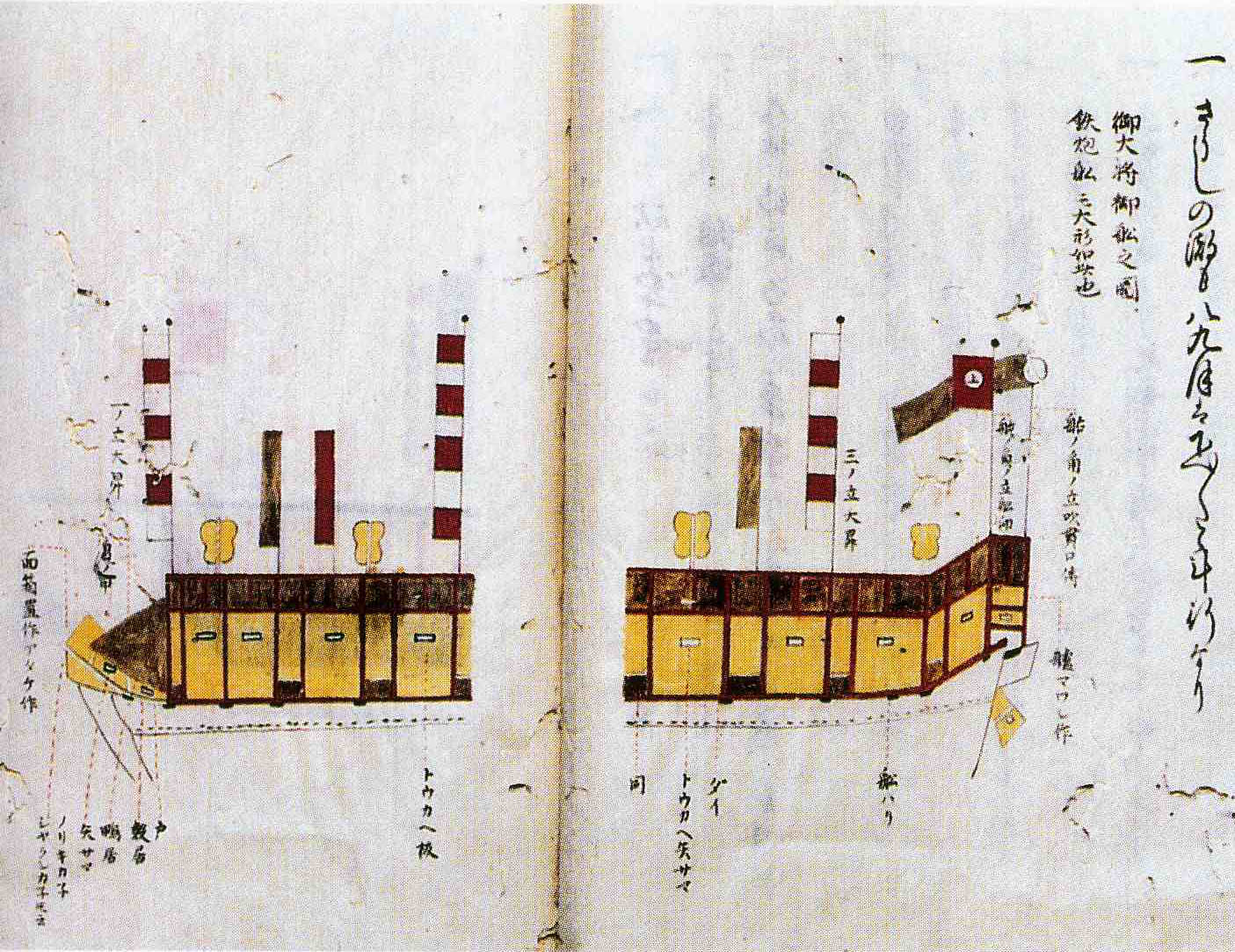
御大将御船之図（瀬戸内系水軍の安宅船）/神戸大学付属図書館蔵

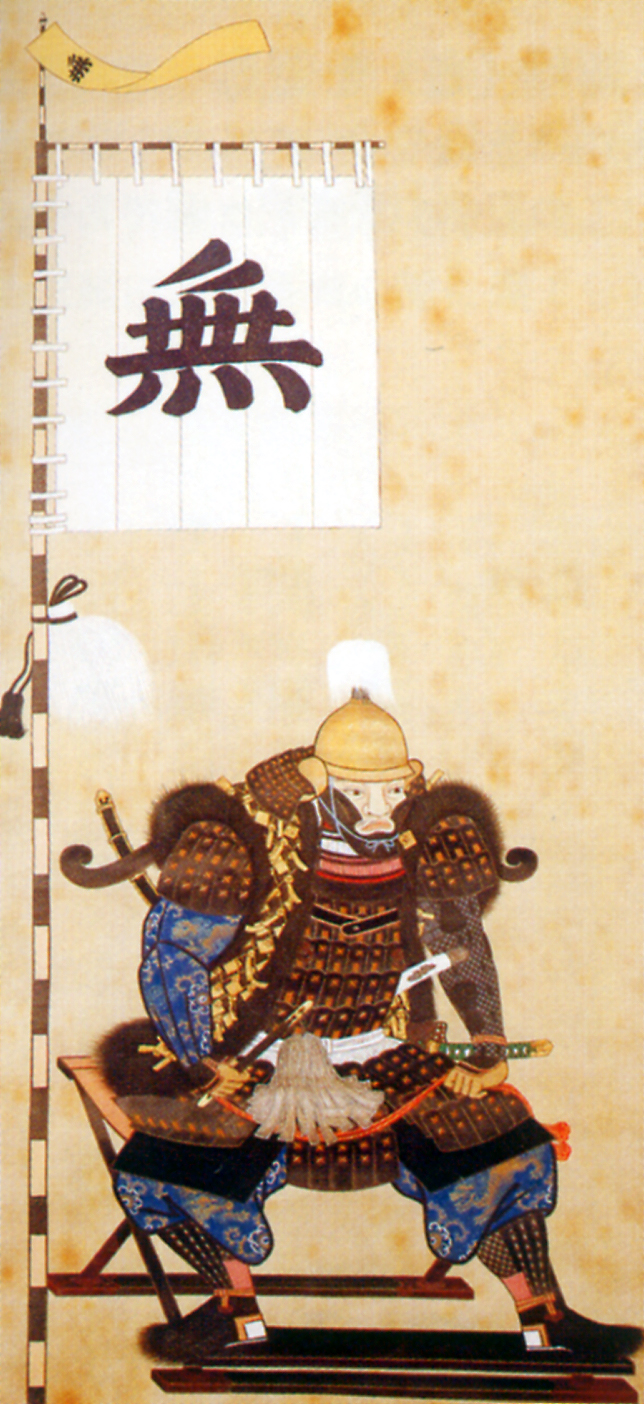
仙石秀久像/個人蔵

翌天正11年（1583年）4月、秀吉の命をうけた仙石秀久が淡路島から小豆島に渡り、喜岡城、屋島城を攻城したが、攻めきれず撤退した。また小西行長軍も香西浦に進軍したが長宗我部軍の反撃のため、上陸できないまま撤退した。
同時期、元親の本隊は阿波国から大窪越えし田面山に陣を張り虎丸城の攻城に取り掛かった。与田、入野周辺で合戦となったが十河存保軍の反撃したため、止む無く虎丸城周辺の麦薙、苗代返しを行い兵糧攻めとした。その時仙石軍が引田城に入城したとの報にふれ、香川之景隊を引田城に出軍させ引田の戦いとなった。この戦いで敗れた仙石軍は船で淡路国に撤退した。存保は虎丸城を撤退し十河城に入城した。「一説には虎丸城は翌十二年七月に落城したとも伝えているが、詳細は定かでない」としている。
一方秀吉は、小牧・長久手の戦いで織田信雄、徳川家康連合軍と戦いを続けている。この時家康は元親に味方し淡路国に進軍するように呼びかけた。この動きに即応した秀吉は大坂城へ帰城し防備を固める。秀吉の帰城を知った家康は元親へ直ちに進軍するように催促したが、伊予国で土豪衆の動向や毛利氏の侵入への警戒、そして十河城が落城していなかったことから、元親は家康の要望には応えられずにいた。
四国平定を急いだ元親は、十河軍に属していた寒川氏、由佐氏の調略に成功し、彼らを用いて雨滝城をはじめ十河城の支城を次々に落城、そして翌天正12年（1584年）6月11日、元親は十河城をついに落城させ、第二次十河城の戦いは終結する。しかしその前日6月10日夜に存保は城を抜け出して逃走していた。存保と存之は元親に降伏を申し出、屋島から備前国そして堺へ逃走し羽柴秀吉の配下になったとされている。

長宗我部軍の同盟者であった信雄は十河城落城の報を知ると、元親の弟である香宗我部親泰へ送った書状に、「六月十一日芳翰、令披見祝着候、十川要害被攻崩之由珍重候」（織田信雄書状　八月十九日付け）とあり、十河城が落城した事に喜びを述べている。
その後の戦いについては羽柴秀吉の四国攻めを参照。
十河城は長宗我部家が攻略し、長宗我部親武が城主となったが羽柴軍が讃岐国に侵攻すると、1585年（天正13年）には撤退、讃岐国には秀久が領主となり存之は2万石を与えられ十河城を復権された。しかし翌1586年（天正14年）九州征伐に従軍し、島津氏との豊後国戸次川の戦いにて戦死すると、十河城も廃城となる。

## 城郭

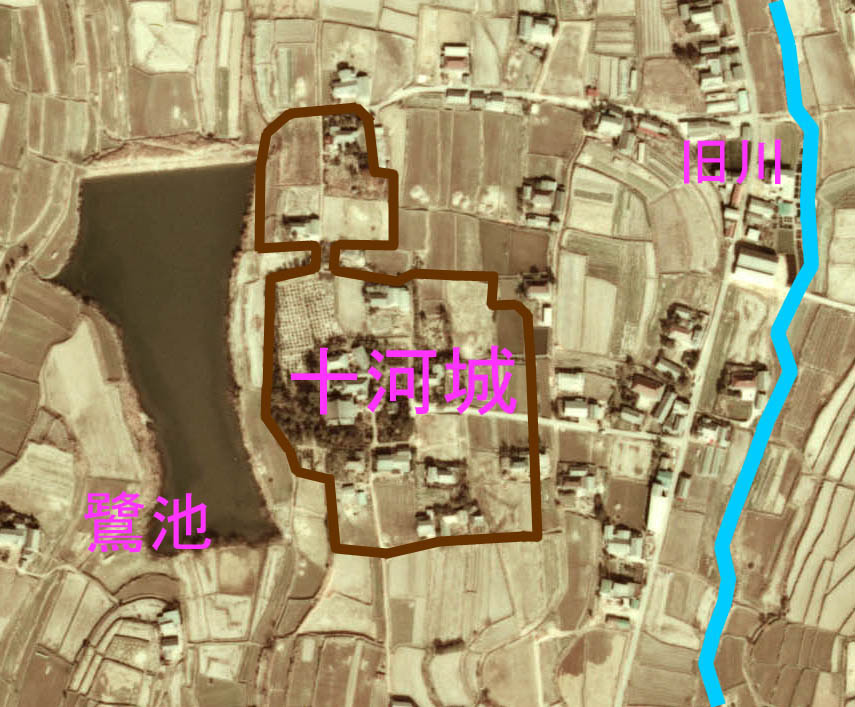
十川城跡縄張り図/

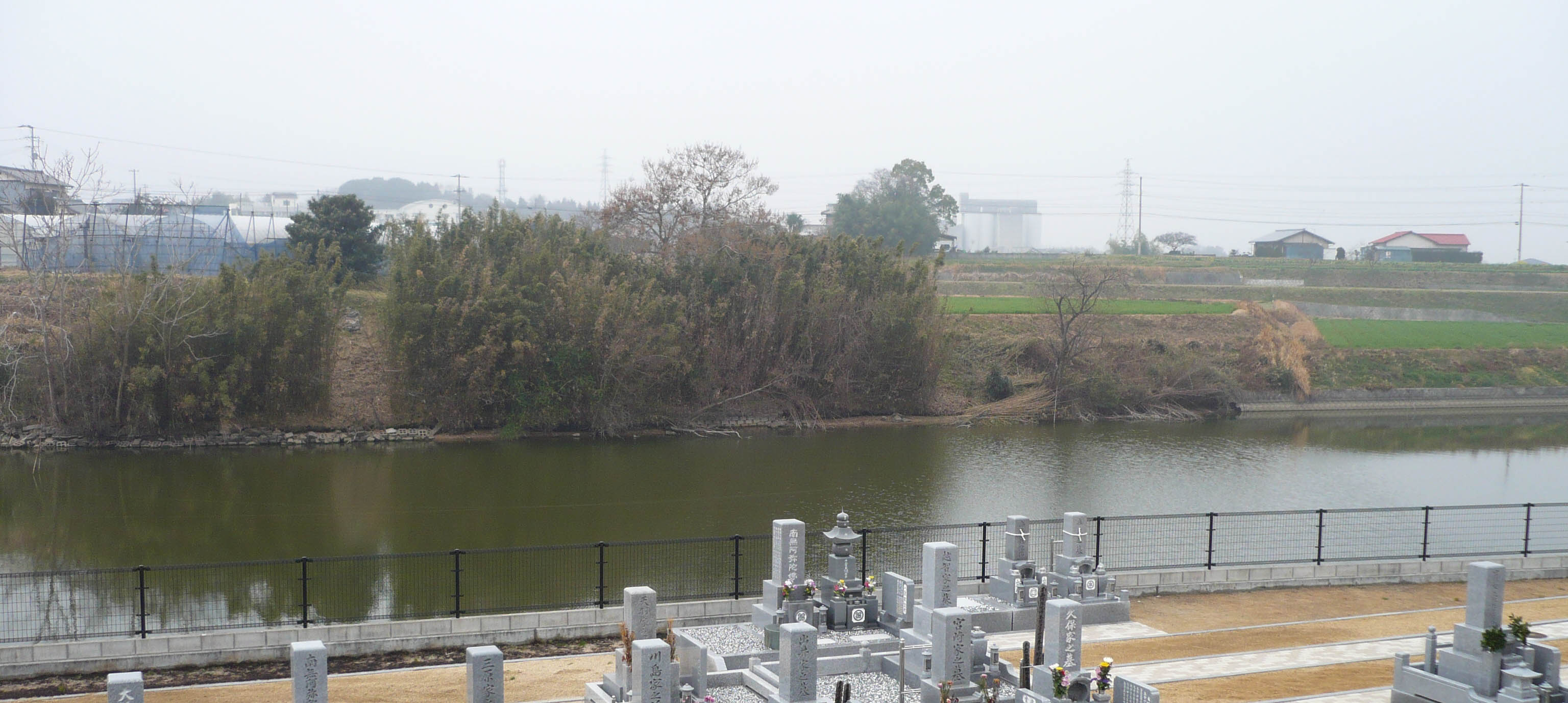
鷺池

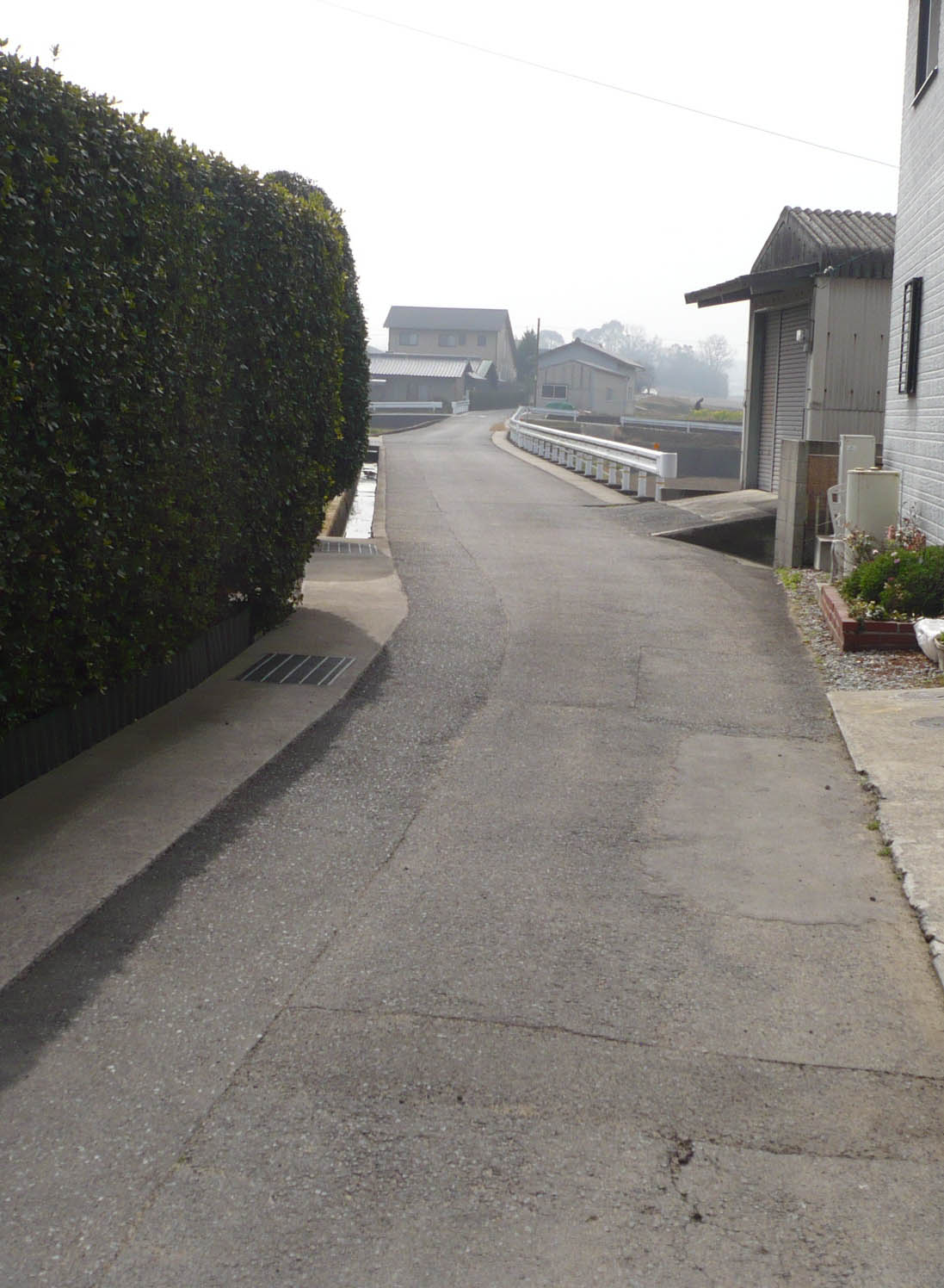
城郭南側の大手道

十河城は東西が川と谷（鷺池）にはさまれた舌状の微高地（標高42メートル、比高10メートル）に所在し、主郭部分は、鍵型の土塁に囲まれた部分に方形居館があり、周囲に曲輪を付属させていた。北側には大きな堀切と土橋があったと思われ、その北側には大きな曲輪があった。主郭には現在称念寺が建っている。鷺池とは城の西側にある細い谷をせき止めたものであったことが『南海通記』にみえる。また｢十河城は三方は深田の谷入にて、南方平野に向ひ大手口とす。土居五重に築きて、堀切ぬけば攻入るべき様もなし｣(『南海通期』)とあり、大手は南側にあり、三方は深い田となっており土塁を5重に築いていた事がわかる。仁王門から香川県道30号まで下り坂となっているが、その間には数段の帯曲輪があり、それぞれに土塁が築かれていたと思われている。また城の西側にある鷺池は堀の一部と考えられており、また香川県道30号の東側にも水路があるがこれも城の堀であったと思われている。
城郭の大部分は、宅地、田畑となり城跡を思わせる遺構はほとんど現存していない。
1976年（昭和51年）7月3日に高松市の史跡に指定された。

## 城跡へのアクセス
- 電車でのアクセス
  - 高松琴平電気鉄道　長尾線　農学部前駅　→　徒歩約45分
- 車でのアクセス
  - 高松自動車道　高松東IC　→　国道11号　→　香川県道30号
  - 称念寺に参拝者用の無料駐車場有り